# مشفق کاشانی
عباس کی‌منش مشهور به مشفق کاشانی (زاده ۲۳ مرداد ۱۳۰۴ خورشیدی در کاشان – درگذشته ۲۸ دی ۱۳۹۳) شاعر ایرانی بود.
خیابانی در تهران سه راه آذری بنام وی نامگذاری شده است. وی در جوانی از دوستان نزدیک سهراب سپهری بود و به گفته خود وی سهراب را نخستین بار با شعر گفتن و سرودن آشنا کرد. 

## زندگی
او تحصیلات خود را تا سطح کارشناسی ارشد در دانشگاه تهران ادامه داد و مدت ۳۷ سال در آموزش و پرورش به‌کار مشغول بود. او ریاست هیئت مدیرهٔ انجمن شاعران ایران را به‌عهده داشت.
مشفق کاشانی، از سال های جوانی با برخی دوستانش از جمله مهرداد اوستا، صفا لاهوتی، محمود شاهرخی، یاور همدانی و... در انجمن ها و محافل ادبی بسیاری شرکت می کرد. همچنین به مدت ۲۰ سال، در شورای شعر دفتر موسیقی وزارت فرهنگ و ارشاد اسلامی همکاری نمود. او همچنین تا پایان عمر، ریاست شورای شعر دفتر موسیقی وزارت فرهنگ و ارشاد اسلامی را به عهده داشت.

## آثار
- «صلای غم» تضمین ۱۲ بند محتشم کاشانی
- «خاطرات» (سال ۱۳۲۴)
- «سرود زندگی» (سال ۱۳۴۲)
- «شراب آفتاب» (سال ۱۳۴۲)
- «آذرخش» (گزینه اشعار)
- «آینه خیال» (سال ۱۳۷۲)
- «بهار سرخ سرود» (سال ۱۳۷۳)
- «هفت بند التهاب» (سال ۱۳۷۵)
- «نقشبندان غزل» (سال ۱۳۶۵)
- «انوار ۱۵ خرداد» (سال ۱۳۶۵)
- «خلوت انس» (سال ۱۳۶۸)
- تصحیح «دیوان حاج سلیمان صباحی بیدگلی» با همکاری پرتو بیضایی (سال ۱۳۴۰)
- «مجموعه شعر جنگ»
- تذکرهٔ شاعران معاصر
- راز مستان[۱۱]
- «سیرنگ» (۱۳۸۲)

## درگذشت
مشفق کاشانی در جریان سخنرانی و شعرخوانی در مراسم تولد سهیل محمودی دیگر شاعر ایرانی که در این انجمن در حال برگزاری بود از حال رفت و در بیمارستان به دلیل نارسایی قلبی جان سپرد.
وی این رباعی را برای مراسم جشن تولد سهیل محمودی خواند:
| برخیز ز جا نه وقت خواب است ای دوست |  | بنشین که شب شعر و شراب است ای دوست |
| در بزم سهیل، زهره با چنگ نواخت     |  | میلاد بلند آفتاب است ای دوست       |